# Блондинка на день
«Блондинка на день» (англ. Blonde for a Day) — американский детективный фильм с элементами комедии режиссёра Сэма Ньюфилда, вышедший на экраны в 1946 году.
Это третий из пяти фильмов 1946—1947 годов студии Producers Releasing Corporation о частном детективе Майкле Шейне, роль которого во всех фильмах исполнил Хью Бомонт. Эти фильмы последовали вслед за завершением популярной киносерии студии XX Century Fox из семи фильмов 1940—1942 годов, в которой роль Майкла Шейна играл Ллойд Нолан.
В этом фильме Майкл Шейн по просьбе своего друга, криминального журналиста Тима Рурка (Пол Брайар) приезжает в Лос-Анджелес для расследования убийства трёх игроков казино, принадлежащего подозрительному Хэнку Бреннеру (Мориц Хьюго). По ходу следствия одну из блондинок, связанную с убийствами, обнаруживают мёртвой, а самого детектива несколько раз избивают. Но в итоге Шейн находит нужные улики и раскрывает дело.
Фильм получил сдержанные отзывы критики, указавшей на слабую режиссуру, невысокий темп и отсутствие саспенса в некоторых эпизодах фильма. При этом критики обратили внимание на некоторые интересные сцены экшна с участием Майкла Шейна и его секретарши Филлис Хэмилтон.

## Сюжет
Репортёр лос-анджелесской газеты «Курьер» Тим Рурк (Пол Брайар) в своих газетных материалах жёстко критикует детектива полиции Пита Рафферти (Сай Кендалл) за неспособность того раскрыть дело об убийстве трёх игроков казино. Редактор газеты Уолтер Бронсон (Фрэнк Фергюсон) под давлением сверху настаивает на том, чтобы Тим прекратил критиковать полицию. Тем не менее, Тим публикует статью о том, что владелец Хэнк Бреннер (Моритц Хьюго) использует казино в качестве прикрытия деятельности преступного синдиката. Тим утверждает, что у него есть письменные показания, данные под присягой, согласно которым каждый из трёх недавно погибших мужчин до того, как был убит, получил крупный выигрыш, и каждого из них видели в компании красивой блондинки. Опасаясь скорого увольнения, Тим телеграммой вызывает из Сан-Франциско своего друга, частного детектива Майкла Шейна (Хью Бомонт), чтобы тот помог ему раскрыть эти убийства. После того, как неизвестные избивают Тима и обыскивают его квартиру, к нему домой приходит жена его шефа, блондинка Мюриэл Бронсон (Соня Сорель), которой Тим явно нравится. Хотя Мюриэл подозревает, что в организации избиения виноват её ревнивый муж, Тим говорит, что это дело рук людей Бреннера, так как помимо избиения они обыскали его квартиру в поисках показаний. Тим видит у Мюриэл автоматический пистолет 32-го калибра, который, как она утверждает, принадлежит Уолтеру. Учитывая, что Мюриэл часто бывает в казино, Тим начинает подозревать её в причастности к убийствам.
Прочитав телеграмму Тима, Майкл не хочет ехать, но меняет своё решение, когда узнаёт из газет, что в Тима стреляли и он серьёзно ранен. Вместе со своей секретаршей Филлис Гамильтон (Кэтрин Адамс) Майкл направляется навестить друга в больнице. После этого Майк отправляет Филлис поговорить с Минервой Хиггинс (Клэр Рошелл), секретаршей Бронсона, которая сообщает, что Мюриэл влюблена в Тима. Тем временем Майк проникает в квартиру Тима, где двое головорезов Бреннера избивают его, требуя выдать письменные показания, но вновь ничего не могут добиться и вынуждены скрыться, испугавшись звуков приближающейся полиции.
Появившейся затем Филлис детектив рассказывает, что узнал от шефа полиции Уилла Джентри (Чарльз С. Уилсон), что в квартире Тима были обнаружены отпечатки пальцев двух женщин. Он догадывается, что в Тима, видимо, стреляла та таинственная блондинка, связанная с Бреннером, которая причастная к убийству трёх игроков казино. Майк направляется в казино, где безуспешно пытается выбить из Бреннера имя таинственной блондинки. Тем временем Филлис в квартире Тима находит адресованное ему надушенное письмо, в котором содержится номер телефона и предложение предоставить информацию по его журналистскому расследованию. Майк выясняет, что номер принадлежит Мэдж Рэнкин, но когда он стучит в её дверь, никто не отвечает. Соседка Мэдж, Хелен Портер (Марджори Хешелл), сообщает, что той нет уже несколько дней. Майк вскрывает квартиру Мэдж, обнаруживая, там убитую блондинку, которую опознают как Мэдж. Вскоре на место происшествия прибывает полиция, а затем и Филлис. Рафферти увозит Майка в полицейское управление для допроса, а Филлис остаётся, чтобы поговорить с Хелен. Следом появляется хорошо одетый мужчина по имени Диллингем «Дилли» Смит (Ричард Фрейзер), который, увидев произошедшее, быстро удаляется, заявляя женщинам, что был лишь слегка знаком с Мэдж.
В полицейском участке Рафферти рассказывает Майклу, что, хотя все жертвы были застрелены из пистолета 32-го калибра, но ни одна из пуль не была выпущена из одного и того же оружия. Выйдя из участка, Майк вместе с Филлис отправляется к Дилли. От швейцара Майк узнает, что «женой» Дилли является красивая блондинка. Проследив за Дилли, Майк видит, как тот отправляет письмо Бронсону. После этого Майк просит Минерву прослушивать телефонные разговоры своего шефа. Вскоре Бронсон даёт Минерве поручение разместить в отделе личных объявлений газеты текст: «Да. Кольт», а затем ему звонит Дилли, который предлагает продать ему пистолет. Когда Минерва передаёт эту информацию Майку, тот просит Джентри провести баллистическую экспертизу пистолета Дилли.
Затем Майк приглашает Рафферти в кабинет Бронсона. Редактор заявляет, что, хотя в Тима стреляли из пистолета, зарегистрированного на его имя, Мюриэл не могла произвести выстрел. По его словам, кто-то перед этим ударил её по голове, в результате чего она потеряла сознание. Сразу после выстрела Дилли нашёл брошенный пистолет возле квартиры Тима, записал номер машины Бронсона и стал шантажировать его. Затем Филлис сообщает, что отпечатки Хелен Портер совпадают как с отпечатками в квартире Тима, так и с отпечатками «жены» Дилли. Филлис также рассказывает, что Хелен, которая была блондинкой, недавно покрасила волосы в каштановый цвет. Майк объясняет, что Хелен, которая выдавала себя за жену Дилли, после каждого убийства вставляла в пистолет новый ствол. Чтобы подозрение пало на Мюриэл, Хелен вставила ствол, из которого стреляли в Тима, в пистолет Бронсона, и подбросила его около квартиры. А Мэдж была убита, потому что угрожала рассказать Тиму о Хелен всё, что ей было известно. Перед возвращением в Сан-Франциско Майк и Филлис навещают Тима в больнице, где им сообщают, что он поправится.

## В ролях
- Хью Бомонт — Майкл Шейн
- Кэтрин Адамс — Филлис Хэмилтон
- Сай Кендалл — Пит Рафферти
- Марджори Хешелл — Хелен Портер
- Ричард Фрейзер — Диллингем «Дилли» Смит
- Пол Брайар — Тим Рурк
- Моритц Хьюго — Хэнк Бреннер
- Чарльз С. Уилсон — Уилл Джентри
- Соня Сорел — Мюриэл Бронсон
- Фрэнк Фергюсон — Уолтер Бронсон
- Клэр Рошелл — Минерва Диккенс

## История создания фильма
Фильм поставлен по истории американского детективного автора Бретта Халлидея .
Рабочие названия фильма — «Блондинки на воле» (англ. Blondes on the Loose) и «Блондинка на воле» (англ. Blonde on the Loose).
Как отмечает историк кино Ким Ньюман, в середине сериала о Майке Шейне компания Producers Releasing Corporation сменила несколько важных актёров второго плана. В частности, Кэтрин Адамс, жена Хью Бомонта в реальной жизни, получила роль секретарши и подружки героя Филлис Хэмилтон, а Сай Кендалл в роли шефа полиции Рафферти стал ещё более подозрительным по отношению к Майку, чем его предшественник.
Фильм находился в производстве с начала 1946 года и вышел на экраны 29 августа 1946 года.

## Оценка фильма критикой
Историк кино Рон Беккер невысоко оценил фильм, написав, что «режиссура в лучшем случае заурядная, в сценах мало темпа, в результате чего в фильме практически нет саспенса, а отношения между Шейном и инспектором полиции Питом Рафферти натянуты и лишены юмора». По мнению критика, интересен в картине лишь некоторый «загадочный момент, связанный с таинственной блондинкой, которую видели с жертвами убийства. Именно это обстоятельство и даёт единственный реальный ключ к разгадке злодея». Кроме этого, в фильме «лучше всего смотрятся мелочи, такие как избиение Шейна или других персонажей, в частности, когда Филлис одним ударом нокаутирует главную подозреваемую. И это практически единственные яркие эпизоды в фильме». При этом «разгадка преступлений не имеет особого смысла, Бомонт, похоже, приходит к разгадке путем простых догадок в стиле Ллойда Нолана», а злодеем оказывается самый маловероятный подозреваемый". Как подытоживает своё мнение Беккер, «после хорошего старта с „Убийство – это моё дело“ качество фильмов с Бомонтом быстро ухудшилось, а фильмы Ллойда Нолана выглядели на их фоне всё лучше и лучше».
Как пишет Ким Ньюман, «в казино Бреннера есть таинственная блондинка, которая подкарауливает обладателей крупных выигрышей и расстреливает их на аллее влюблённых, а затем убегает с выручкой. Это верный признак того, что единственная значимая брюнетка, но не Филлис, окажется крашеной убийцей, хотя название указывает на виновницу задолго до того, как её раскроют». Ньюман обратил внимание на сцены, в которых «Шейна избивает парочка головорезов, а затем он получает подлое удовольствие от того, что посылает в нокаут хиленького охранника казино, так что для разнообразия кто-то другой терпит поражение». Тем не менее, он снова терпит унижение, когда не он, а его секретарша Филлис одним ударом расправляется с киллершей. Когда он злится, что не закончил затянувшееся дело, в больничной палате Тима появляется медсестра, которая открытием двери вырубает его. Как и в предыдущих фильмах, «история, полная случайностей, рассказывается в присутствии множества без умолку болтающих людей, что делает её менее забавной, хотя Бомонт по-прежнему мил и симпатичен».